# 23 janvier 2000
Le dimanche 23 janvier 2000 est le 23e jour de l'année 2000.

## Décès
- Kin Narita (née le 1er août 1892), centenaire japonaise
- Saëb Salam (né le 17 janvier 1905), homme d'État libanais
- René Regaudie (né le 14 avril 1908), homme politique français
- Stanislav Heller (né le 15 septembre 1924), claveciniste et musicologue d'origine tchèque

## Autres événements
- Sortie américaine du film The Crow 3: Salvation
- Présentation du film Psycho Beach Party au Festival de Sundance
- Royal Rumble (2000) : pay-per-view de catch de la World Wrestling Federation
- 57e cérémonie des Golden Globes
- Découverte de (2685) Masursky

- des chercheurs japonais donnent naissance à la « deuxième génération » de vaches clonées.
- la fusion de Time-Warner avec la maison de disques britannique EMI forme un géant dans l'industrie de la musique qui contrôlera 20 % du marché mondial.
- une équipe de cinq femmes, dirigées par Caroline Hamilton, réussit à rallier le pôle Sud, trois ans après avoir rallié le pôle Nord.
- la firme Couscousserie du Sud organise dans l'oasis de Tozeur le plus grand couscous du monde. Le plus grand couscoussier du monde d'une hauteur de 5 mètres et de 2 mètres de diamètre est mis à contribution. Le plat est composé de 2 000 kg de semoule, de 850 kg de légumes, de 250 poulets et de 30 moutons.